# 藤島泰輔
藤島泰輔（日语：／?，1933年1月9日—1997年6月28日）是日本一名小說家、評論家。也以“保羅·邦內”為筆名發表了許多著作。

## 人物
- 日本文藝家協会（日语：日本文藝家協会）、日本筆會、日本放送作家（日语：放送作家）協會、日本美國研究學會（日语：アメリカ学会）成員。

- 與學習院大學的學長三島由紀夫關係親密。三島也非常喜歡他，曾對他說“既然你和皇太子關係親密，為何不直接對他提意見呢？”。三島由紀夫自殺之後，成為“憂国忌（日语：憂国忌）”的發起人。

- 賽馬“自由奔跑（日语：ランニングフリー）”的馬主，在旅行等方面非常活躍。他經常出國旅遊，訪問的國家多達八十餘個。

- 家境富裕，通常與家人居住在東京都港區六本木鳥居坂的高級公館里。同時，他在美國和法國也有自己的房產。他也是日本高額納稅者名單（日语：高額納税者公示制度）中的常客。

### 家族
藤島泰輔第一任妻子高彬朋子，是文學家高濱虛子的孫女。婚姻期間，他和傑尼斯事務所創辦人強尼·喜多川的姊姊瑪麗·喜多川外遇，生下一女藤島茱莉景子。1972年他離婚，和瑪麗結婚。